# Rhoicissus tridentata
Rhoicissus tridentata là một loài thực vật hai lá mầm trong họ Nho. Loài này được (L. f.) Wild & R.B. Drumm. miêu tả khoa học đầu tiên năm 1963.